# Paesi Bassi ai Giochi della XXII Olimpiade
I Paesi Bassi parteciparono ai Giochi della XXII Olimpiade, svoltisi a Mosca, Unione Sovietica, dal 19 luglio al 3 agosto 1980, con una delegazione di 75 atleti impegnati in dieci discipline.

## Medaglie
| Medaglia | Nome           | Sport            | Evento            |
| -------- | -------------- | ---------------- | ----------------- |
| Argento  | Gerard Nijboer | Atletica leggera | Maratona maschile |

## Risultati

### Pallanuoto
| Atleta | Classifica |                        |
| --- | --- | ---------------------- |
| V · D · M Nazionale maschile olandese di pallanuoto · Giochi olimpici - Mosca 1980 de Bie • Landeweerd • Veer • van Zeeland • Buunk • Noordegraaf • van Belkum • van Mil • Nieuwenhuizen • Korevaar • Misdorp · CT : - | 6° |                        |
| Nazionale maschile olandese di pallanuoto · Giochi olimpici - Mosca 1980 | |                        |
| de Bie • Landeweerd • Veer • van Zeeland • Buunk • Noordegraaf • van Belkum • van Mil • Nieuwenhuizen • Korevaar • Misdorp · CT: -                                                                                     | de Bie • Landeweerd • Veer • van Zeeland • Buunk • Noordegraaf • van Belkum • van Mil • Nieuwenhuizen • Korevaar • Misdorp · CT: - | Paesi Bassi (bandiera) |